# Talbot (Familienname)
Talbot ist ein englischer Familienname.

## Namensträger

### A
- Alec Talbot (1902–1975), englischer Fußballspieler
- Ankaret Talbot, 6. Baroness Talbot (1416–1421), englische Adlige
- Arthur Talbot (1874–nach 1897), englischer Fußballspieler

### B
- Brian Talbot (* 1953), englischer Fußballspieler
- Byron Talbot (* 1964), südafrikanischer Tennisspieler

### C
- Callum Talbot (* 2001), australischer Fußballspieler
- Cam Talbot (* 1987), kanadischer Eishockeytorwart
- Carl Gustav Talbot (1829–1899), deutscher Waggonfabrikant
- Catherine Talbot (1721–1770), englische Schriftstellerin
- Charles Talbot, 1. Duke of Shrewsbury (1660–1718), britischer Politiker
- Charles Talbot, 1. Baron Talbot of Hensol (1685–1737), Lord Chancellor von Großbritannien
- Charles Chetwynd-Talbot, 22. Earl of Shrewsbury (* 1952), britischer Politiker (Conservative Party) und Peer
- Christopher Rice Mansel Talbot (1803–1890), walisischer Politiker, Industrieller und Adliger
- Connie Talbot (* 2000), britische Sängerin
- Constance Fox Talbot (1811–1880), englische Künstlerin

### D
- Daniel Talbot (* 1991), britischer Sprinter
- David Talbot (Golfspieler) (* 1936), englischer Golfspieler
- David Talbot (Journalist) (* 1951), US-amerikanischer Journalist
- David Talbot (Schauspieler), Schauspieler
- Dennis Talbot (* 1954), australischer Boxer
- Derek Talbot (* um 1949), englischer Badmintonspieler
- Don Talbot (1933–2020), australischer Schwimmtrainer
- Dorothy Amaury Talbot (1871–1916), britische Ethnographin, Autorin, Pflanzensammlerin und wissenschaftliche Illustratorin

### E
- Edmund Talbot (1855–1947), britischer Politiker, siehe Edmund Fitzalan-Howard, 1. Viscount FitzAlan of Derwent
- Edward Talbot (1555–1597), englischer Alchemist, siehe Edward Kelley
- Eleonore Talbot († 1468), Mätresse von König Eduard IV. von England
- Emily Talbot (1840–1918), britische Industrielle und Mäzenin

### F
- Francis Talbot, 5. Earl of Shrewsbury (1500–1560), englischer Peer
- Franz Josef Talbot (* 1955), deutscher Denkmalpfleger
- Fred Talbot (Fußballspieler) (1885–1959), englischer Fußballspieler
- Fred Talbot (Baseballspieler) (1941–2013), US-amerikanischer Baseballspieler
- Frederick Talbot (Rugbyspieler), walisischer Rugbyspieler

### G
- Gary Talbot (1937–2019), englischer Fußballspieler
- Georg Talbot (1864–1948), deutscher Eisenbahningenieur und Fabrikant
- George Talbot, 4. Earl of Shrewsbury (1468–1538), englischer Adliger
- George Talbot, 6. Earl of Shrewsbury (1528?–1590), englischer Adliger
- George Talbot (Geistlicher) (1816–1886), britischer Geistlicher und vatikanischer Kämmerer
- George Talbot (Entomologe) (1882–1952), britischer Schmetterlingskundler
- Gilbert Talbot, 1. Baron Talbot (1276–1346), englischer Adliger
- Gilbert Talbot, 3. Baron Talbot (um 1332–1387), englischer Adliger
- Gilbert Talbot, 5. Baron Talbot (um 1383–1419), englischer Adliger
- Gilbert Talbot of Grafton († 1518) (um 1452–1518), englischer Adliger
- Gilbert Talbot of Grafton († 1542), englischer Adliger
- Gilbert Talbot, 7. Earl of Shrewsbury (1552–1616), englischer Adliger
- Gilbert Talbot (Diplomat) (um 1606–1695), englischer Diplomat und Politiker

### H
- Heidi Talbot (* 1980), irische Folksängerin und Songwriterin
- Henry Paul Talbot (1864–1927), US-amerikanischer Chemiker
- Humphrey Talbot († 1493), englischer Ritter

### I
- Irvin Talbot (1894–1973), US-amerikanischer Dirigent
- Isham Talbot (1773–1837), US-amerikanischer Politiker

### J
- Jean-Guy Talbot (1932–2024), kanadischer Eishockeyspieler und -trainer
- Jean-Pierre Talbot (* 1943), belgischer Schauspieler
- Jean Robert Talbot (1893–1954), kanadischer Violinist, Musikpädagoge und Komponist, siehe Robert Talbot
- Joby Talbot (* 1971), englischer Komponist
- John Talbot, 1. Earl of Shrewsbury (1384–1453), englischer Feldherr
- John Talbot, 1. Viscount Lisle († 1453), englischer Adliger und Militär
- John Talbot, 2. Earl of Shrewsbury (1413–1460), englischer Adliger, Soldat und Staatsmann
- John Talbot, 3. Earl of Shrewsbury (1448–1473), englischer Adliger
- John Talbot (Politiker) (um 1717–1778), britischer Politiker
- John Talbot (Autor) (* 1948), britischer Kinderbuchautor und -illustrator
- John Ivory Talbot (* 1687 oder um 1691–1772), britischer Politiker
- John Michael Talbot (* 1954), US-amerikanischer Geistlicher, Gitarrist und Liedermacher
- Jonathan Talbot (* 1939), US-amerikanischer Maler und Reproduktionstechniker
- Joseph E. Talbot (1901–1966), US-amerikanischer Politiker
- Josie Talbot (* 1996), australische Radsportlerin
- Julian Talbot (* 1985), kanadischer Eishockeyspieler

### K
- Kathrine Talbot (1921–2006), britische Schriftstellerin
- Ken Talbot (1950–2010), australischer Unternehmer
- Kenneth Talbot (1920–1993), britischer Kameramann
- Kristen Talbot (* 1970), US-amerikanische Eisschnellläuferin

### L
- Lee Merriam Talbot (1930–2021), US-amerikanischer Ökologe und Geograph
- Liam Talbot (* 1981), australischer Autorennfahrer
- Lyle Talbot (1902–1996), US-amerikanischer Schauspieler

### M
- Marion Talbot (1858–1948), US-amerikanische Sozialwissenschaftlerin und Hochschullehrerin
- Mary Talbot (1903–1990), US-amerikanische Entomologin
- Mary Anne Talbot (1778–1808), britische Matrosin und Soldatin
- Matthew Talbot (um 1762–1827), US-amerikanischer Politiker
- Maxime Talbot (* 1984), kanadischer Eishockeyspieler
- Michael Talbot (Musikwissenschaftler) (* 1943), britischer Musikwissenschaftler und Komponist
- Michael Talbot (Autor) (1953–1992), US-amerikanischer Journalist und Schriftsteller
- Mick Talbot (* 1958), englischer Musiker
- Mignon Talbot (1869–1950), US-amerikanische Paläontologin
- Milo Talbot, 7. Baron Talbot of Malahide (1912–1973), britischer Diplomat, Peer

### N
- Nita Talbot (* 1930), US-amerikanische Schauspielerin

### P
- P. Amaury Talbot (Percy Amaury Talbot; 1877–1945), britischer Beamter, Botaniker, Anthropologe und Afrikaforscher
- Phillips Talbot (1915–2010), US-amerikanischer Journalist und Diplomat

### R
- Ray Herbert Talbot (1896–1955), US-amerikanischer Politiker
- Reginald Talbot (1841–1929), britischer Generalmajor und Gouverneur von Victoria
- Richard Talbot, 2. Baron Talbot (um 1306–1356), englischer Adliger und Militär
- Richard Talbot, 4. Baron Talbot (um 1361–1396), englischer Adliger
- Richard Talbot (Bischof) (um 1390–1449), englischer Geistlicher, Erzbischof von Dublin
- Richard Talbot, 1. Earl of Tyrconnell (1630–1691), irischer Adliger, Lord Deputy of Ireland
- Richard Talbot (Unternehmer) (1896–1987), deutscher Eisenbahnfabrikant
- Robert Talbot (1893–1954), kanadischer Violinist, Musikpädagoge und Komponist
- Ryan Talbot (* 2000), US-amerikanischer Zehnkämpfer

### S
- Silas Talbot (1751–1813), US-amerikanischer Politiker und Offizier

### T
- Thomas Talbot (1818–1886), US-amerikanischer Politiker
- Thomas Mansel Talbot (1747–1813), britischer Landadliger und Kunstsammler

### W
- Walter Richard Talbot (1909–1977), US-amerikanischer Mathematiker und Hochschullehrer
- William Talbot (Bischof) (1658–1730), britischer Geistlicher, Bischof von Oxford, Salisbury und Durham
- William Talbot, 1. Earl Talbot (1710–1782), britischer Adliger und Politiker
- William Henry Fox Talbot (1800–1877), britischer Fotograf, Orientalist und Mathematiker